# Liste der Monuments historiques in Noyal-Pontivy
Die Liste der Monuments historiques in Noyal-Pontivy führt die Monuments historiques in der französischen Gemeinde Noyal-Pontivy auf.

## Liste der Bauwerke
| Bezeichnung       | Beschreibung | Standort             | Kennzeichnung | Schutzstatus   | Datum     | Bild |
| ----------------- | ------------ | -------------------- | ------------- | -------------- | --------- | ---- |
| Kapelle           |              | Sainte-Noyale (Lage) | PA00091467    | Inscrit Classé | 1925 1965 |      |
| Kirche Ste-Noyale |              | (Lage)               | PA00091468    | Inscrit        | 1927      |      |

## Liste der Objekte
- Monuments historiques (Objekte) in Noyal-Pontivy in der Base Palissy des französischen Kultusministeriums